# Freddie Green
Frederick William "Freddie" Green, född 31 mars 1911 i Charleston, South Carolina, död 1 mars 1987 i Las Vegas, var en amerikansk jazzgitarrist. Han är mest känd som kompgitarrist i Count Basies orkester, där han var en del av All-American Rhythm Section med Count Basie på piano, Jo Jones på trummor, och Walter Page på bas.

## Biografi
Green föddes 1911 i Charleston i South Carolina. Han kom i kontakt med musiken i unga år, och lärde sig spela banjo innan han tog upp gitarrspelet i de unga tonåren. Sam Walker, en vän till hans far, lärde upp honom i gitarrspelet.
Freddie Greens föräldrar dog när ha var i tonåren, och han flyttade till New York där han bodde hos sin moster. Han började spela på klubbar i New York, såsom Yeah Man i Harlem och Black Cat i Greenwich Village. Ett av sina första engagemang gjorda han med tenorsaxofonisten Lonnie Simmons. År 1937 blev han upptäckt av talangscouten John Hammond, som var den som först introducerade honom för Basie.
Under åren i Basies orkester kom Freddie Green att spela med exempelvis saxofonisten Lester Young, klarinettisten Benny Goodman, and sångerskan Billie Holiday. Han spelade med Count Basies orkester från 1937 fram till sin död 1987.